# نيكولاس ويليام بيلي
نيكولاس ويليام بيلي (بالإنجليزية: Nicholas William Bailey)‏ هو ملحن أمريكي، ولد في 21 ديسمبر 1980.

## وصلات خارجية
- نيكولاس ويليام بيلي على موقع IMDb (الإنجليزية)